# 維克多灣
66°20′S 136°30′E / 66.333°S 136.500°E
維克多灣（英語：Victor Bay）是南極洲的海灣，位於阿黛利地，處於普爾夸帕角和馬修岩之間，長13公里、寬30公里，根據美國海軍拍攝的空中照片被繪入地圖，現時由南極條約體系管理。